# Црква Светог пророка Илије у Радовници
Црква Светог пророка Илије у Радовници, насељеном месту на територији Општине Трговиште, православни је храм који припада Епархији врањској Српске православне цркве.
Црква посвећена Светом пророку Илији саграђена је у периоду од 1909. до 1910. године. Прва обнова цркве била је 1940. године, друга 1994. године, а 2000. године црква је споља и изнутра реновирана и урађена је ограда око цркве и порте.
У цркви се налази иконостас са 28 икона и дело је уметника Муфтинског, који је осликавао иконостасе у Доњој Трници и стари иконостас у цркви у Бујановцу.
У току 2019. године извршена је комплетна обнова цркве и иконостаса, средствима општине Трговиште.